# Aspe
Aspe – gmina w Hiszpanii, w prowincji Alicante, we wspólnocie autonomicznej Walencja, o powierzchni 70,9 km². W 2011 roku liczyła 20 309 mieszkańców.
Jego nazwa pochodzi od arabskiego Asf i łacińskiego Aspis.